# Goudriaan (rivier)
De Goudriaan is een voormalig veenriviertje in het noordoosten van de Nederlandse streek Alblasserwaard, provincie Zuid-Holland. Het loopt over een lengte van 2,8 kilometer tussen de Noordzijde en de Zuidzijde in het dorp Goudriaan. Het ontspringt aan de oostkant waar de Noordzijde aansluit op de Zuidzijde en is aan de westkant met een duiker verbonden met de Smoutjesvliet.
Bij de ontginning van dit veengebied in de dertiende eeuw vormde de oevers van dit riviertje het vertrekpunt voor de langwerpige kavels die haaks daarop werden gevormd. Na de latere inpoldering werd de Goudriaan gebruikt om de polders Oud-Goudriaan aan de noordkant en Nieuw-Goudriaan aan de zuidkant van schoon water te kunnen voorzien. 
Zowel het dorp dat aan deze rivier ontstond als het gebied van beide polders samen droegen eerst als heerlijkheid en later als gemeente de naam Goudriaan. 